# Thomas Theodor Heine
Thomas Theodor Heine, né David Theodor Heine le 28 février 1867 à Leipzig et mort le 26 janvier 1948 à Stockholm, est un peintre, dessinateur et écrivain allemand. Il fut le plus proche collaborateur de l'éditeur Albert Langen pour sa revue Simplicissimus.

## Biographie
De confession juive, Heine est recruté comme dessinateur par Albert Langen dès avril 1896 pour le premier numéro de Simplicissimus. Tous deux s'étaient connus à Munich, où Heine, après avoir été diplômé de l'Académie des beaux-arts, exerçait son talent en tant que dessinateur plutôt doué. Devenu un caricaturiste assez féroce (il a aussi contribué à Lustige Blätter), son style est influencé par le japonisme et l'art nouveau français. En 1898, il effectue six mois de prison pour un dessin jugé inacceptable par le pouvoir impérial allemand. Il fut un proche du caricaturiste italien Gabriele Galantara.
Il est le concepteur en 1910 du « bulldog brisant sa chaîne », motif qui servira à promouvoir l'esprit de la revue durant plusieurs années. Heine illustre aussi de nombreux ouvrages.
Au sortir de la Première Guerre mondiale, Théodore Heine peint une caricature, « Versailles » (juin 1919), qui fait référence au traité de Versailles signé le 28 juin 1919, et qui provoque un scandale.
En 1933, quand les nazis arrivent au pouvoir, Heine, du fait de ses origines et des menaces qui pesaient sur lui, choisit de quitter l'Allemagne, d'abord pour Prague, puis pour Oslo et enfin il s'installe à Stockholm. En 1942, il y publie son autobiographie, ironiquement intitulée Ich warte auf Wunder (J'attends un miracle).

Quelques œuvres de Heine
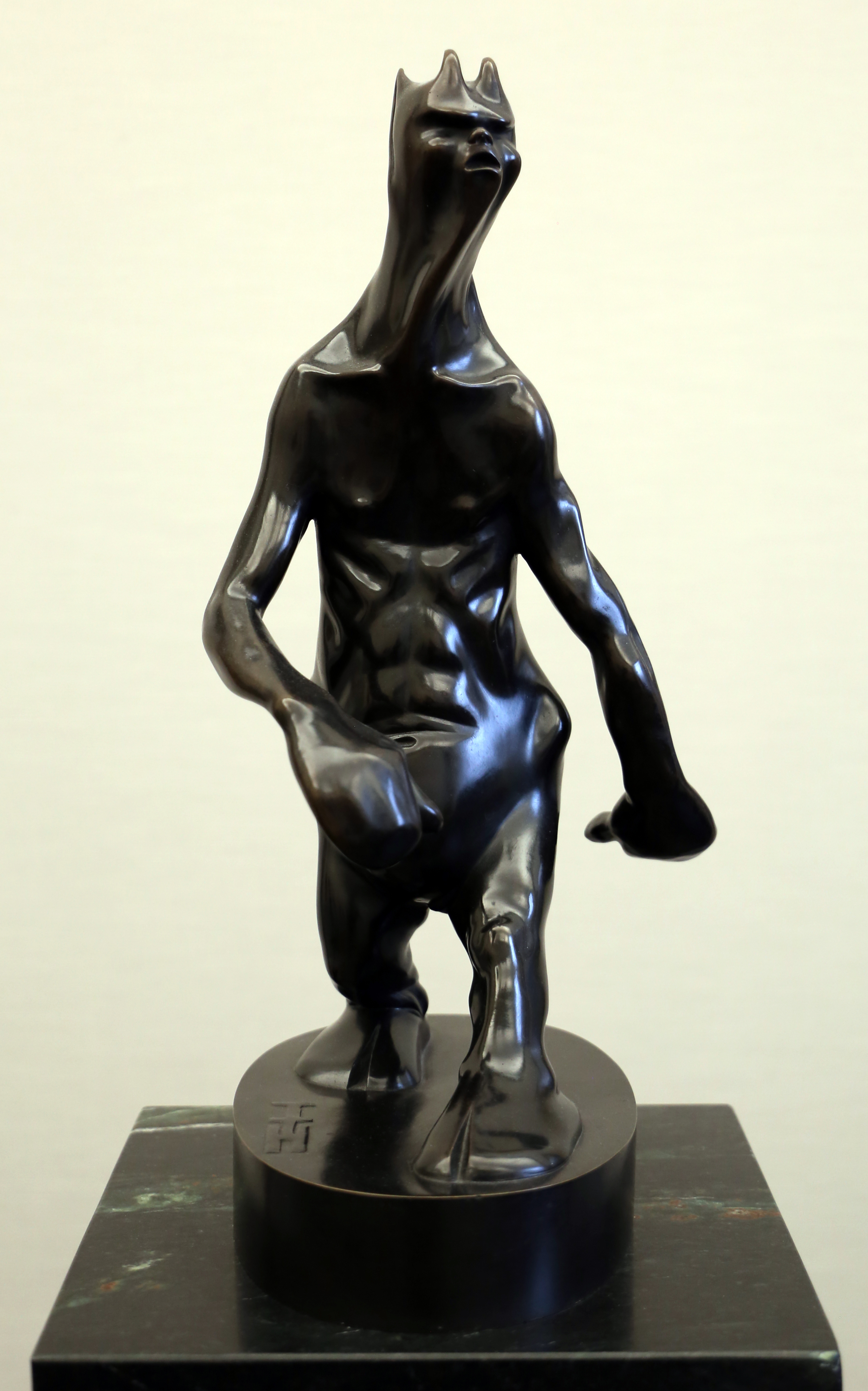
Le Diable, tirage en bronze, 1902, Alte Nationalgalerie
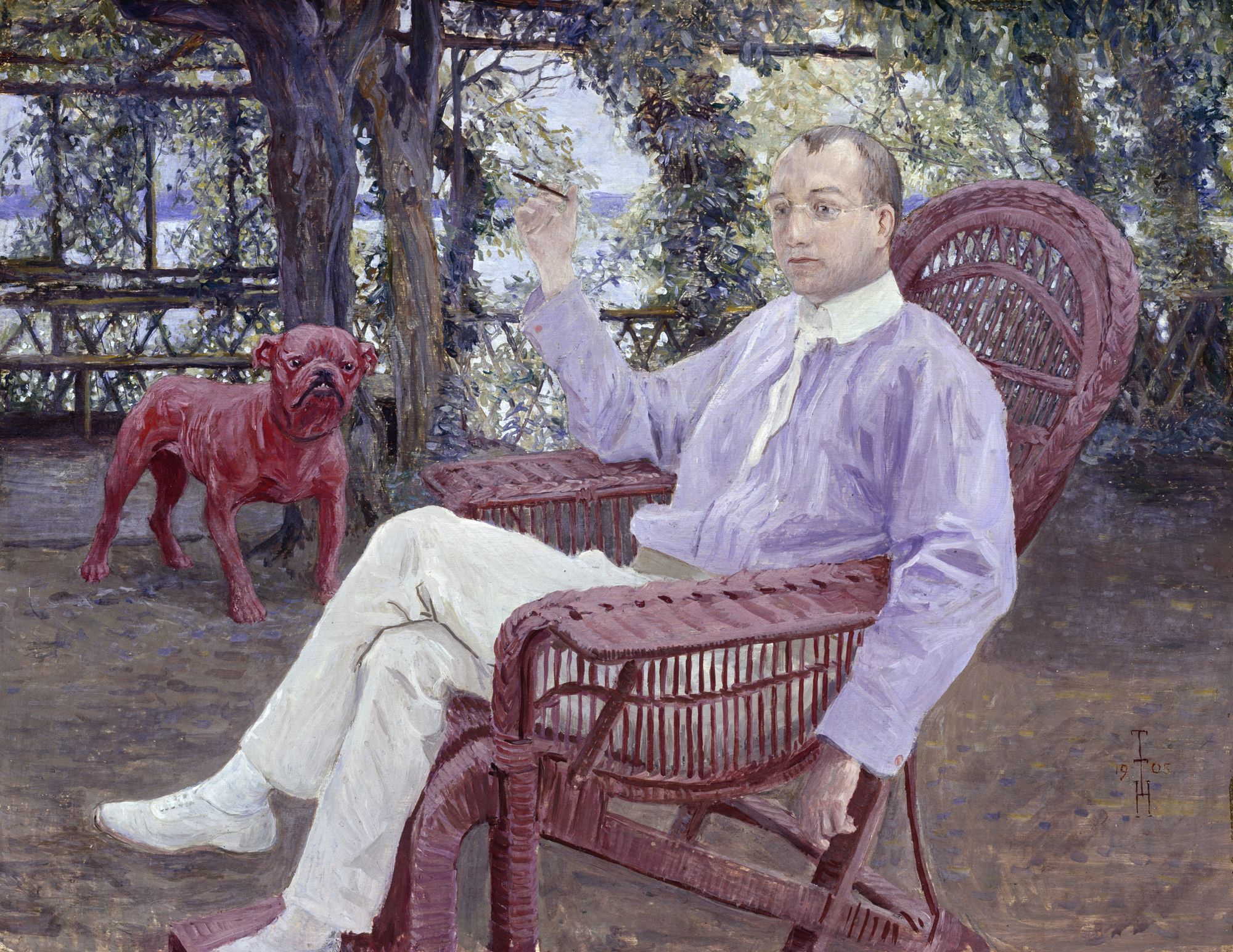
L'Éditeur munichois Albert Langen dans son jardin (huile sur toile, 1905), Munich, Lenbachhaus
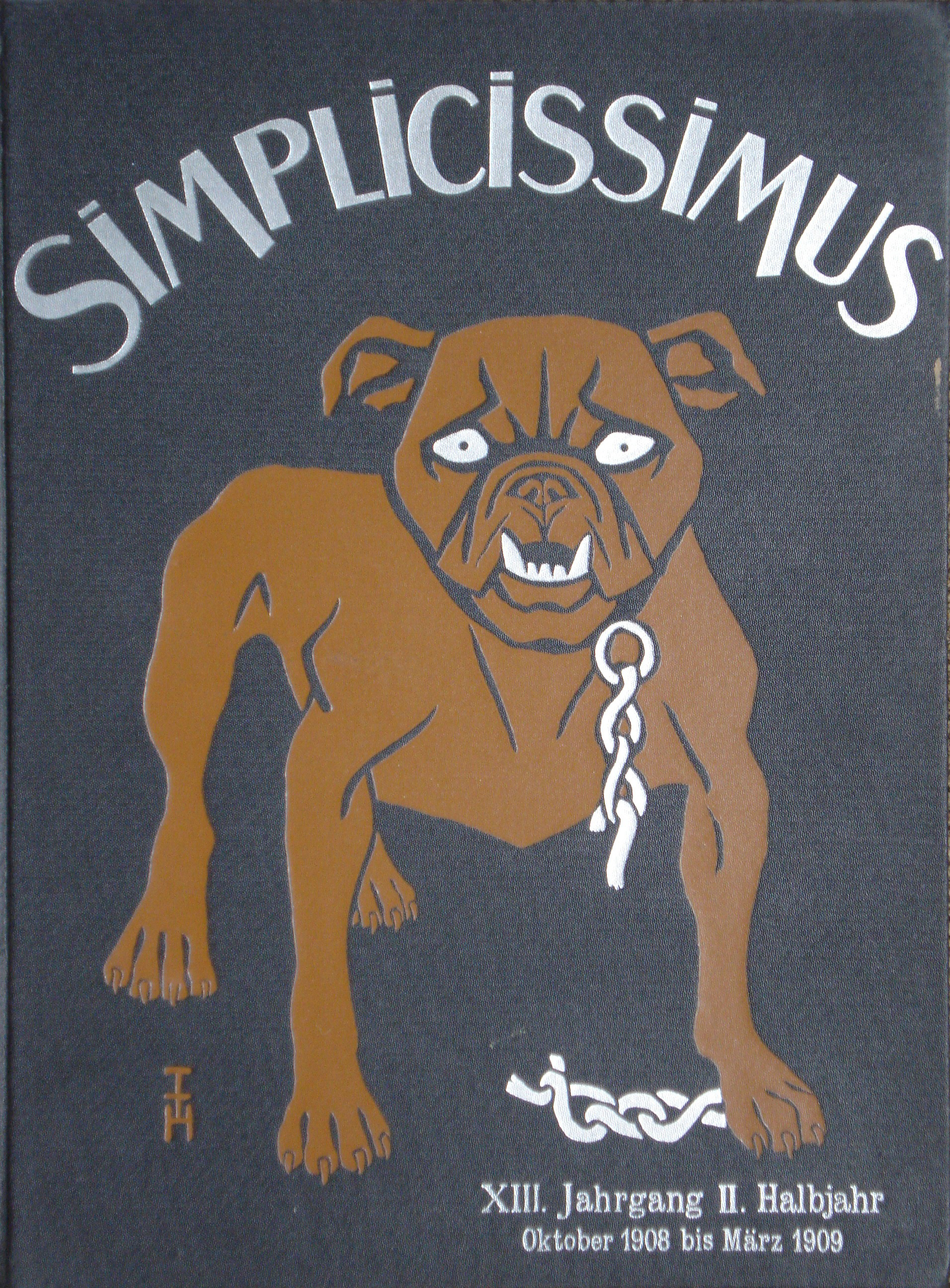
Simplicissimus, couverture de l'album 1908-1909
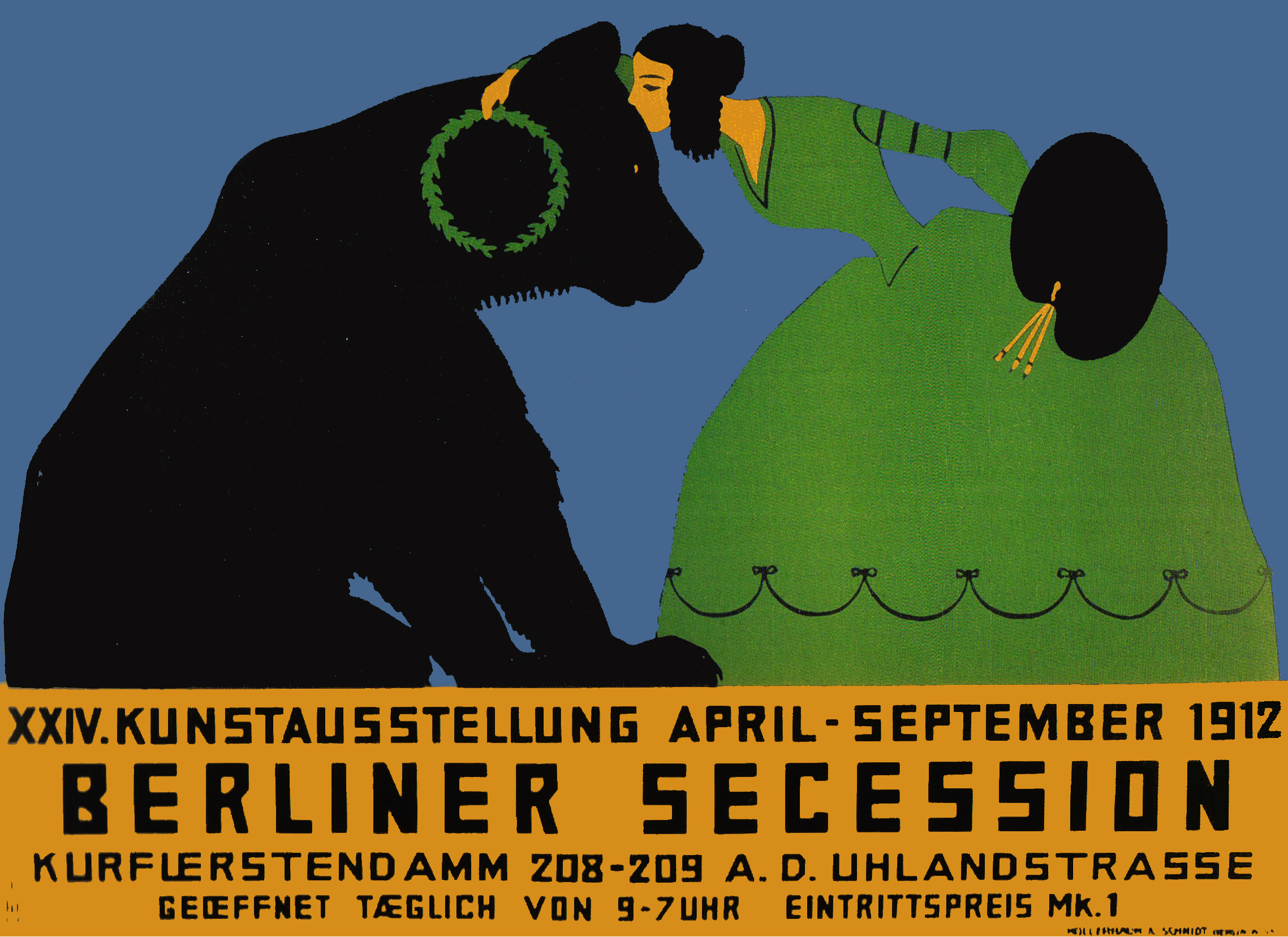
Affiche lithographiée par la Berliner Secession (1912)
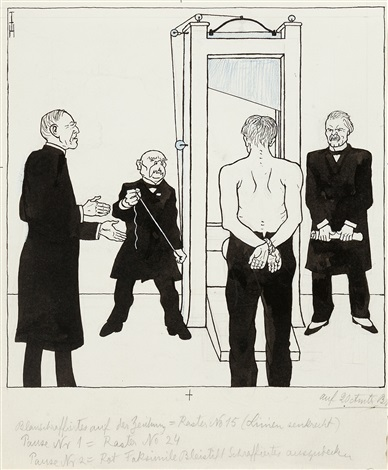
Simplicissimus, 3 juin 1919